# Critérium National de la Route 1970
Il Critérium National de la Route 1970, trentanovesima edizione della corsa, si svolse il 22 marzo su un percorso di 225 km, con partenza a Évreux e arrivo a Rouen. Fu vinto dal francese Georges Chappe della Fagor-Mercier-Hutchinson davanti ai suoi connazionali Lucien Aimar e Roland Berland.

## Ordine d'arrivo (Top 10)
| Pos. | Corridore         | Squadra                  | Tempo    |
| ---- | ----------------- | ------------------------ | -------- |
| 1    | Georges Chappe    | Fagor-Mercier-Hutchinson | 5h55'48" |
| 2    | Lucien Aimar      | Sonolor-Lejeune          | a 49"    |
| 3    | Roland Berland    | Bic                      | s.t.     |
| 4    | Roger Pingeon     | Peugeot-BP-Michelin      | a 53"    |
| 5    | Robert Bouloux    | Peugeot-BP-Michelin      | a 1'04"  |
| 6    | Raymond Riotte    | Sonolor-Lejeune          | a 2'44"  |
| 7    | Charly Grosskost  | Bic                      | a 3'00"  |
| 8    | Régis Delepine    | Frimatic-de Gribaldy     | a 3'10"  |
| 9    | Paul Gutty        | Frimatic-de Gribaldy     | s.t.     |
| 10   | Christian Raymond | Peugeot-BP-Michelin      | a 3'16"  |